# Tata Ogg
Gytha Ogg (di solito chiamata Tata Ogg) è un personaggio fittizio della serie del Mondo Disco di Terry Pratchett. È una strega e un membro della congrega di Lancre, fa la sua prima apparizione in Sorellanza stregonesca.

## Personalità
Estremamente socievole, il personaggio di Tata Ogg si basa sullo stereotipo della madre nel mito della dea triplice. Tata Ogg è stata sposata tre volte, con 15 figli e svariati nipoti e bisnipoti. Ciò che fa di lei la Madre, però, è la sua mentalità. La gente va da Nonnina Weatherwax in cerca di aiuto quando non ha scelta, ma va da Tata a chiedere consigli di continuo.
Tata Ogg è troppo saggia ed occupata per portare una borsa, tiene tutto quello di cui ha bisogno nelle mutande, sollevando le gonne per rivelare i mutandoni, ed estrarre ciò che le serve al momento. Nonostante ciò, porta sempre una sportina (anche questa nelle mutande) per le emergenze, come per esempio una pagnotta o una torta o una dozzina di panini (probabilmente il panettiere sa che un tale dono ad una strega assicura una cottura buona ed affidabile).

## Ruolo
Nel Mondodisco, tra i doveri di una strega c'è l'ostetricia e la sepoltura dei morti. Se possibile, la gente chiama Tata per la prima e la Nonnina per la seconda. In effetti Tata Ogg e Nonnina Weatherwax formano una squadra perfetta con la Nonnina che fa ciò che deve essere fatto e Tata che fascia i feriti. Infatti, Tata Ogg è bramata da diverse linee temporali in quanto lei è/sarà la migliore levatrice del mondo, cosa che si evince dalla sua dichiarazione di aver lavorato come ostetrica anche per specie non umane come i Nuovi Troll.
Tata Ogg ha un rapporto ambiguo con il conte Casavechia, che ha incontrato a Genua, ed è anche la musa di Leonardo da Quirm nonché il soggetto del suo capolavoro, la Mona Ogg "i cui denti ti seguano per la stanza". Ha assunto brevemente il ruolo di mentore di Tiffany Aching, dopo la morte di Miss Treason.

## Potere
In più di un'occasione, Nonnina Weatherwax ha notato che Tata Ogg ha impressionanti abilità sociali. Dimostrando la capacità di socializzare con tutti i tipi di persone in poco tempo (Streghe all'estero, Streghe di una notte di mezza estate, Streghe all'Opera, tanto che a volte è spinta a chiedersi "se Gytha abbia una sorta di magia speciale".
Terry Pratchett fa notare che ha sempre ritenuto che sia Tata Ogg la più potente delle streghe, ma che lei è troppo saggia per farlo sapere.

## Famiglia
Come "matriarca" della sua vasta famiglia allargata, Tata Ogg indica "l'importanza familiare" dei suoi vari discendenti, posizionando i loro ritratti in giro per la sua casa, la "più alta" è la più visibile e "la più bassa" fodera il cesto di Greebo. Tuttavia, le uniche persone che sembrano veramente soffrirne sono le sue nuore, di cui ne ha una schiera, che domina con un'autorità tirannica. Tata vive la sua vita come meglio desidera, e le sue nuore sono coloro che lo rendono possibile. Se le mensole non vengono pulite o la colazione non viene servita in tempo, ci sono conseguenze. Tata non ricorda mai i loro nomi, di nessuna.

### Figli
Per il momento solo due dei molti figli di Tata Ogg sono venuti alla ribalta nei romanzi:
- Shawn Ogg: Il figlio più giovane. Appare per la prima volta in Sorellanza stregonesca, come guardia del Castello di Lancre. Da allora è diventato di diritto l'esercito permanente dell'intera Lancre (tranne quando è sdraiato), così come il servizio civile e la maggior parte del personale di palazzo.[5]
- Jason Ogg: Il figlio primogenito. Appare per la prima volta in Sorellanza stregonesca, come suo padre prima di lui ricopre la carica di fabbro di Lancre, posizione che porta con sé la capacità di ferrare qualsiasi cosa e l'obbligo di farlo: ha ferrato una formica, un unicorno, e (a intervalli regolari e con l'apposito metallo speciale) Binky il cavallo di Morte. Conosce anche la Parola del Cavaliere, un segreto che gli permette di quietare gli stalloni belligeranti che deve ferrare (anche se, come Nonnina Weatherwax ha scoperto, la "Parola del Cavaliere" comporta la minaccia di usare un grosso martello con grande forza in alcune parti anatomiche dell'animale). Gli anni di lavoro con il ferro gli hanno anche dato la capacità di rilevare la presenza o l'influenza degli elfi, anche se essi non ne sembrano essere consapevoli. È anche il leader della Moresca di Lancre, una congrega che esegue il Ballo di Morris: una via di mezzo tra uno sport di contatto e un'arte marziale. A volte, a causa della sua grande presenza fisica, viene chiamato ad appianare le discordie, molte volte gli basta sollevare i contendenti in aria fino a quando non smettono di litigare.[5]

## Apparizioni
Tata fa un'apparizione breve anche in L'intrepida Tiffany e i Piccoli Uomini Liberi, ma i romanzi che la vedono all'opera sono: 
- Sorellanza stregonesca
- Streghe all'estero
- Streghe di una notte di mezza estate
- Streghe all'Opera
- Carpe Jugulem
- Un cappello pieno di stelle
- La corona di ghiaccio
- I shall wear midnight